# Лімбург-ан-дер-Лан
Лімбург-ан-дер-Лан (нім. Limburg an der Lahn) — місто в Німеччині, знаходиться в землі Гессен. Підпорядковується адміністративному округу Гіссен. Адміністративний центр району Лімбург-Вайльбург.
Площа — 45,15 км2. Населення становить 35 648 ос. (станом на 31 грудня 2020).